# Lusciano
Lusciano község (comune) Olaszország Campania régiójában, Caserta megyében.

## Fekvése
A megye déli részén fekszik. Határai: Aversa, Giugliano in Campania, Parete és Trentola-Ducenta.

## Története
Első írásos említése a 11. századból származik. A következő századokban nemesi birtok volt. A 19. században nyerte el önállóságát, amikor a Nápolyi Királyságban felszámolták a feudalizmust. 1929 és 1946 között Aversa része volt. 

## Népessége
A népesség számának alakulása:

## Főbb látnivalói
- Santa Maria Assunta-templom